# Дольне Вестениці
Дольне Вестениці (словац. Dolné Vestenice) — село, громада округу Пр'євідза, Тренчинський край. Кадастрова площа громади — 13.84 км².
Населення 2528 осіб (станом на 31 грудня 2020 року).

## Історія
Дольне Вестениці згадується 1349 року.

## Населення
| Рік:            | 1994. | 2004.   | 2014.   | 2024.   |
| --------------- | ----- | ------- | ------- | ------- |
| Кількість осіб: | 2704  | 2686    | 2593    | 2374    |
| Різниця:        |       | -0,66 % | -3,46 % | -8,44 % |

| Рік:            | 2023. | 2024.   |
| --------------- | ----- | ------- |
| Кількість осіб: | 2388  | 2374    |
| Різниця:        |       | -0,58 % |